# Heterometrus cyaneus
Heterometrus cyaneus ist ein in Indonesien, Malaysia und auf den indischen Nikobaren und den Philippinen verbreiteter Skorpion der Familie Scorpionidae.

## Beschreibung
Heterometrus cyaneus ist ein 95 bis 117 Millimeter langer Skorpion. Adulte Tiere haben eine schwarze bis grünlich schwarze Grundfarbe, nur das Telson kann eine rötlich-braune Farbe haben. Die Kämme des Kammorgans haben bei beiden Geschlechtern 12 bis 16 Zähne. Die Femora und die Patellen der Pedipalpen zeigen keinen Sexualdimorphismus. Die Chelae sind lappenförmig, mit einem Verhältnis von Länge zu Breite von etwa 2 bis 2,3 zu 1. Ihre Oberseite ist mit rundlichen Granulen bedeckt, die nur ansatzweise Kiele bilden. Der Carapax hat eine glatte und glänzende Oberfläche, nur die Ränder können granuliert sein. Das Telson ist behaart und kugelförmig, mit einer Giftblase, die länger als der Giftstachel ist.

## Verbreitung und Lebensraum
Als Terra typica von Heterometrus cyaneus wurde in der Erstbeschreibung Java angegeben. Mit der Festlegung eines Neotypen wurde Banyuwangi (8° 13′ S, 114° 22′ O) im Osten der indonesischen Insel Java zum Typenfundort.
Für Heterometrus cyaneus haben zahlreiche zweifelhafte oder nachweislich falsche Fundortangaben Eingang in die Literatur gefunden. Dazu gehören Nagasaki, Singapur, Vietnam, „Afrika“ und „Usambara“. Die zahlreichen falschen Angaben sind zumindest teilweise durch die große Anzahl der Synonyme von Heterometrus cyaneus erklärbar. Tatsächlich ist die Art in Indonesien, im malaysischen Teil der Insel Borneo und auf den Philippinen verbreitet. Eine Angabe Lesser Nicobar Islands bezog sich offenbar auf die indischen Nikobaren, wahrscheinlich war Klein Nikobar gemeint. Es handelt sich dabei um einen Skorpion aus der Sammlung des Zoologischen Museums Kopenhagen, der Anfang 1846 im Rahmen der dänischen Galathea-Expedition gesammelt worden war.

## Systematik

### Unterarten
- Heterometrus cyaneus insulanus Couzijn, 1981: diese Unterart wurde 1981 von H. W. C. Couzijn nach Sammlungsexemplaren von Sumatra und einem Exemplar mit der Fundortangabe Lesser Nicobar Islands beschrieben.[5]

- Heterometrus cyaneus sumatrensis Couzijn, 1981: auch diese Unterart wurde von Couzijn beschrieben. Dabei standen ihm Sammlungsexemplare von der Insel Madura zur Verfügung.[4]

### Erstbeschreibung
Die Erstbeschreibung erfolgte 1836 durch Carl Ludwig Koch im dritten Band seines Werks Die Arachniden. Als Vorlage diente ein einzelnes adultes Exemplar aus der Sammlung des Nürnberger Naturforschers und Kupferstechers Jacob Sturm, dessen Geschlecht aus der Erstbeschreibung nicht hervorgeht.

### Typmaterial
Das Sammlungsexemplar, nach dem Koch die Art beschrieben hatte, war zum Zeitpunkt der Revision der Gattung Heterometrus durch H. W. C. Couzijn im Jahr 1981 nicht mehr aufzufinden. Daher bestimmte Couzijn einen männlichen Skorpion aus der Sammlung des Rijksmuseum zum Neotypen. Der Neotypus kommt in seiner Morphologie der Erstbeschreibung nahe und stammt von Java. Er befindet sich heute im niederländischen Naturkundemuseum Naturalis in Leiden.
Für die Unterart Heterometrus cyaneus sumatrensis wurden ein adultes männliches und ein adultes weibliches Exemplar aus Padang auf Sumatra als Holotypus und Allotypus bestimmt. Der männliche Holotypus und der weibliche Allotypus von Heterometrus cyaneus insulanus kommen von der indonesischen Insel Madura. Die Typen beider Unterarten befinden sich ebenfalls im Museum Naturalis in Leiden. Kovařík hatte das Typmaterial der Unterarten für seine Revision der Gattung Heterometrus nicht untersucht und konnte daher keine Angaben darüber machen, ob es sich um gültige Unterarten handelt.
Als weiteres Typmaterial befinden sich der männliche Holotypus und ein weiblicher Paratypus der 2002 von Kovařík mit Heterometrus cyaneus synonymisierten Unterart Heterometrus petersii luzonensis in der Sammlung des Senckenberg Naturmuseum in Frankfurt am Main.

### Etymologie
Koch machte über die Etymologie des Artnamens keine Angaben. In seiner Erstbeschreibung gab er für das untersuchte Exemplar allerdings als Farbe schwarz mit blauem Anstrich an, demnach ist cyaneus als Bezug auf die dunkelblaue Farbe des vorliegenden Skorpions zu verstehen.

### Synonyme (chronologisch)
Als Art der Gattung Heterometrus wurde Heterometrus cyaneus seit seiner Erstbeschreibung verschiedenen Gattungen zugerechnet. Das war die Folge unterschiedlicher Auffassungen der Arachnologen über die Gültigkeit einzelner Gattungen und ihre Abgrenzung voneinander. Heterometrus cyaneus wurde seit 1836 in die Gattungen und Untergattungen Buthus, Palamnaeus, Heterometrus, Heterometrus (Scorpio) und zuletzt 1981 von Couzijn in die Untergattung Heterometrus (Heterometrus) gestellt. Die Untergattung Heterometrus und alle anderen von Couzijn beschriebenen Untergattungen wurden 2004 von František Kovařík in seiner Revision der Gattung Heterometrus aufgehoben.
Als Synonyme sind darüber hinaus folgende Namen in der Literatur genannt worden: Scorpio afer Linné, 1758 (teilweise), Buthus (Heterometrus) afer Sundevall, 1833, Buthus defensor Koch, 1837, Buthus heros Koch, 1837, Buthus reticulatus Koch, 1837, Buthus setosus Koch, 1841, Scorpio (Buthus) afer Gervais, 1844 (teilweise), Pandinus indicus Thorell, 1876, Scorpio indicus Pocock, 1893 (teilweise), Scorpio afer Lönnberg, 1897 (teilweise), Heterometrus (Heterometrus) petersii luzonensis Couzijn, 1981.